# Angelo Maria Crepet
Angelo Maria Crepet (Mestre, 7 ottobre 1885 – Firenze, 1º settembre 1974) è stato un pittore e docente italiano, padre dell'ex pro-rettore dell'Università di Padova e professore di Clinica delle Malattie del Lavoro Angelo Crepet e nonno dello psichiatra Paolo Crepet.

## Biografia
Nacque a Mestre, allora comune autonomo, il 7 ottobre 1885, figlio del possidente Pietro Crepet e della maestra elementare Marcella Poletto. Fu allievo di Ettore Tito all'Accademia di Belle Arti di Venezia, partecipando fin da giovanissimo ad importanti premi ed esposizioni assieme ad Arturo Martini e Gino Rossi, come la Quadriennale di Roma dalla I alla IX edizione. Nel 1906 espone alla Mostra Internazionale di Pittura di Milano, successivamente alle Mostre di Monaco di Baviera nel 1913 e di San Francisco in California nel 1914, anno in cui diventa insegnante presso l'Istituto d'Arte di Lucca fino al 1925.
Dal 1915 al 1955 è insegnante presso l'Accademia di Belle Arti di Firenze, dove si trasferisce a seguito della trasformazione dell'Istituto di Belle Arti di Lucca in Istituto d'Arte.
Muore nel capoluogo toscano il 1º settembre 1974.